# Annúminas
Annúminas (Nederlands: Toren van de Zonsondergang) (Engels: Sunset Tower) is een fictieve stad uit In de ban van de ring van J.R.R. Tolkien.
De stad was de eerste hoofdstad van Arnor. Ze lag aan de zuidelijke oever van Nenuial. Ook lag ze op de uitlopers van de Emyn Uial. De stad werd in het jaar 3429 van de Tweede Era door Elendil gesticht. Arnor was nooit een erg welvarend koninkrijk, doordat Isildur samen het merendeel van Arnors beste troepen bij de Irisvelden in een Ork-hinderlaag liep en daarbij omkwam. Door deze militaire aderlating heeft Arnor haar grondgebied en rijkdom nooit zo sterk kunnen uitbreiden als haar zusterrijk Gondor. Gedurende Arnors bestaan kromp de bevolking van de stad, en ook van het land. Toen in het jaar 861 van de Derde Era Arnor uiteenviel in drie koninkrijken, werd Annúminas deel van Arthedain, het grootste koninkrijk. De stad had toen echter al zodanig aan belang ingeboet dat de hoofdstad van dit nieuwe koninkrijk werd verplaatst naar het nabijgelegen Fornost. Wel bleef de stad tot aan de vernietiging van Arthedain in het jaar 1974 van de Derde Era de verblijfplaats van een van de zeven palantíri die Midden-aarde rijk was.
De stad raakte hierna in verval en was tegen het einde van de Derde Era volledig ontvolkt.Toen Aragorn koning werd van Gondor en Arnor, herbouwde hij de stad, en maakte het weer tot de hoofdstad van Arnor.
Zie ook: Lijst van koningen van Arnor · Lijst van koningen van Arthedain · Lijst van hoofden van de Dúnedain